# 예스터데이를 노래하며
예스터데이를 노래하며(일본어: イエスタデイをうたって, Sing "Yesterday" for Me)는 토우메 케이의 일본 만화 시리즈이다. 1998년부터 2011년까지 슈에이샤의 청년 만화 잡지 비즈니스 점프에 연재되었고, 2011년부터 2015년까지 그랜드 점프로 옮겨졌다. 단행본 11권으로 장이 수집되었다. 동화공방이 제작한 TV 애니메이션 시리즈는 2020년 4월부터 6월까지 방영되었다.

## 줄거리
우오즈미 리쿠오는 대학을 졸업하고 도쿄의 편의점에서 목적 없이 일하는 암울한 미래를 위해 체념했다. 그의 단조로운 삶은 그와 친구가 되기 위해 자주 직장에 들르는 특이한 노나카 하루가 활기찬 모습을 보이면서 중단된다. 리쿠오는 오랜 대학 친구이자 짝사랑하던 모리노메 시나코가 다시 마을로 이사했다는 소식을 듣고 두 사람의 관계를 더욱 발전시키기 위해 손을 뻗는다. 그러나 리쿠오에게 알려지지 않은 시나코는 자신의 감정을 받아들이는 것을 방해하는 과거의 고통스러운 기억을 가지고 있다. 한편, 하루는 계속해서 리쿠오에게 마음을 열면서 그녀도 그와 마찬가지로 혼자 살고 있고 자신의 안전지대에서 벗어나 불확실한 미래로 나아가고 싶어한다는 사실을 알게 된다.
과거는 마음 속에 오래 머물고 미래는 아직 알 수 없다. 서로 얽힌 길의 교차로에서 세 사람은 어제의 감정을 버리고 내일이 가져올 변화를 받아들이는 것이 무엇을 의미하는지 경험한다.